# 土師馬手
土師 馬手（はじ の うまて/まて）は、飛鳥時代の人物。姓は連、後に宿禰。位階は従四位下。
672年の壬申の乱で大海人皇子（天武天皇）につき、信濃国など東山道の兵を興す使者になった。持統天皇と文武天皇の葬儀に働いた。

## 経歴
壬申の乱が勃発した際、土師馬手は屯田司の舎人であった。どこの屯田かは不明だが、後述の菟田（大和国の宇陀郡）の近くであろう。その屯田が大海人皇子のためのものであろうとする説と、そうとは限らないとする説とがある。
壬申の年（672年）の6月24日、近江の朝廷と戦うことを決めた大海人皇子は、吉野宮から東に急いで菟田の吾城に至った。このとき、土師馬手が一行に食事を提供した。馬手はそのまま皇子に従って行動を共にしたらしい。伊勢国の朝明郡で、皇子は土師馬手を稚桜部五百瀬と共に東山（東山道）に遣わして兵を興させた。以上は『日本書紀』の記述で、『釈日本紀』は『安斗智徳日記』の中に（皇子が）「信濃国の兵を発させた」という文があると指摘する。両書の違いは動員が上野国、下野国などまで及んだかに関わる。
乱の後、書紀が天武天皇、持統天皇の代を記す中に馬手の名は現れない。天武天皇13年（684年）2月2日に、土師連など50氏は宿禰姓を与えられた。
『続日本紀』では、文武天皇とその次の元明天皇の代に、天皇の陵と葬儀に関する記事で馬手が頻出する。馬手はその中心というわけではなく、多数の官人の中の一人ということが多かった。まず、文武天皇2年（698年）1月19日に、新羅の使者金弼徳らが持ってきた貢物を献じるため大内山陵に遣わされた。文武天皇3年（699年）10月20日に、越智山陵と山科山陵を修造するために官人が二手に分かれて派遣されたとき、山科山陵に大石王・粟田真人・土師馬手・小治田当麻と判官3人・主典2人・大工2人が遣わされた。
大宝2年（702年）12月22日に持統太上天皇が崩御すると、翌大宝3年（703年）10月9日に、御葬司が任命された。その正五位下土師宿祢馬手は、息長王、高橋笠間と共に、造御竈長官の志紀親王を補佐する副になった。葬儀はその年の12月に執り行われた。慶雲4年（707年）6月15日に文武天皇が死ぬと、10月3日に正五位上土師宿祢馬手が、下毛古麻呂（下毛野古麻呂）・民比良夫・石上豊庭・藤原房前と共に造山陵使に任じられた。この葬儀は11月に執り行われた。
和銅2年（709年）1月9日に従四位下に進み、2年後の和銅4年（711年）2月26日に卒去。

## 年譜
- 天武天皇元年（672年） 6月24日：大海人皇子（天武天皇）に従って吉野宮を発った。6月26日：兵を興すため東山に赴いた。
- 天武天皇13年（684年） 12月2日：連姓から宿禰姓に改姓（八色の姓）
- 時期不詳：直広参
- 文武天皇2年（698年） 1月19日：新羅の貢を大内山陵に献じるため遣わされた。
- 文武天皇3年（699年） 10月20日：山科山陵の修造に遣わされた。
- 時期不詳：正五位下
- 大宝2年（702年） 12月22日：造御竈副官（持統太上天皇）
- 時期不詳：正五位上
- 慶雲4年（707年） 6月15日：造山陵使（文武天皇）
- 和銅2年（709年） 1月9日：従四位下
- 和銅4年（711年） 2月26日：卒去（従四位下）